# Syds Lieuwes Sijtsma
Syds Lieuwes Sijtsma (Anjum, 27 maart 1868 – Dokkum, 9 november 1939) was Nederlands politicus van de anti-Revolutionaire Partij.
Sijtsma was in navolging van zijn vader boer maar koos vervolgens voor de politiek. In 1893 werd hij gemeenteraadslid in Oostdongeradeel, vanaf 1897 was hij daar tevens wethouder en van 1904 tot 1934 was Sijtsma de burgemeester van die toenmalige Friese gemeente. Daarnaast was hij langdurig lid van de Provinciale Staten van Friesland (1903-1922 en 1929-1939) en vanaf juli 1922 was hij anderhalf jaar Eerste Kamerlid. In 1934 werd hij als burgemeester opgevolgd door zijn zoon Frans Sijtsma. Zijn schoonzoon Sybren van Tuinen was eveneens burgemeester en Eerste Kamerlid.
- Biografisch Portaal: 77304186
- Parlement.com: vg09ll9ya1ue